# Музей історії Самарканда «Афрасіаб»
Музей історії Самарканду «Афрасіаб» (узб. «Afrosiyob» Samarqand tarixi muzeyi) — музей, розташований у Самарканді (Узбекистан). Присвячений історії міста Самарканду і його околиць. Будівля музею розташована в північно-східній частині міста, біля древнього городища Афросіаб, який є одним із найбільших археологічних пам'яток у світі.
Будівлю музею збудовано на честь 2500-літнього ювілею Самарканду з ініціативи керівництва Узбекистану, архітектором є Шмавон Азатян, 1970 рік.
Музей розповідає про історію заснування міста Самарканду, про його подальшу історію, розповідає про городище Афросіаб. У музеї представлені різні експонати, зокрема, знайдені артефакти під час розкопок на території Афросіаба, Самарканду та їх околиць. Серед них, залишки стародавніх клинків, осуарії, ножів та інших ріжучих предметів, стріл, монет, кераміки, стародавні рукописи і книги, статуетки та інші стародавні повсякденні предмети. Одним із примітних експонатів є унікальні збережені фрески самаркандського палацу, який належить династії Іхшидів (VII—VIII століття). У музеї частина експонатів пов'язана з доісламською епохою, частково пов'язана з місцевим варіантом зороастризму, який був основною релігією у Согдіані до приходу ісламу.

## Галерея

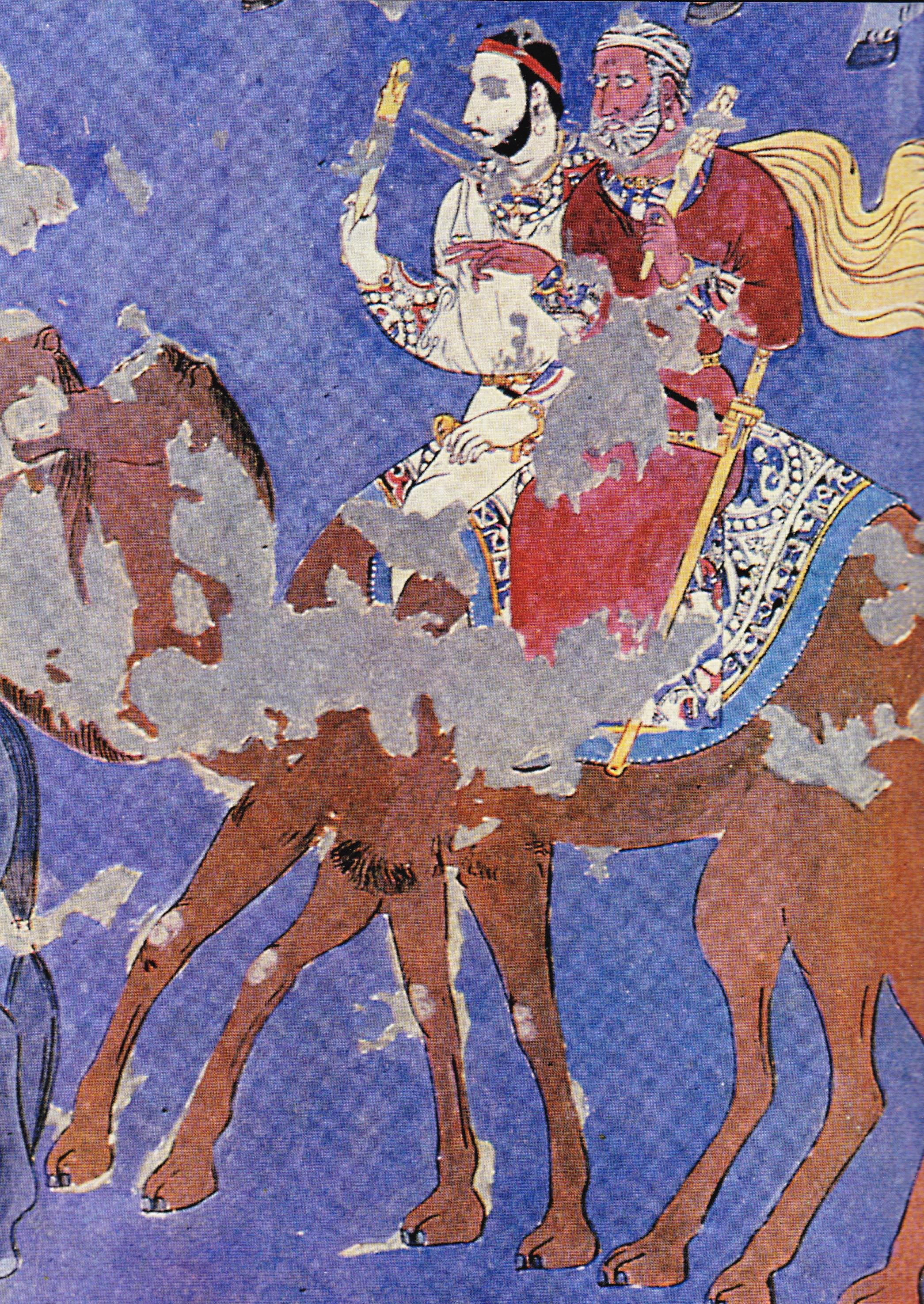
Стародавня фреска, знайдена в Афросіабі
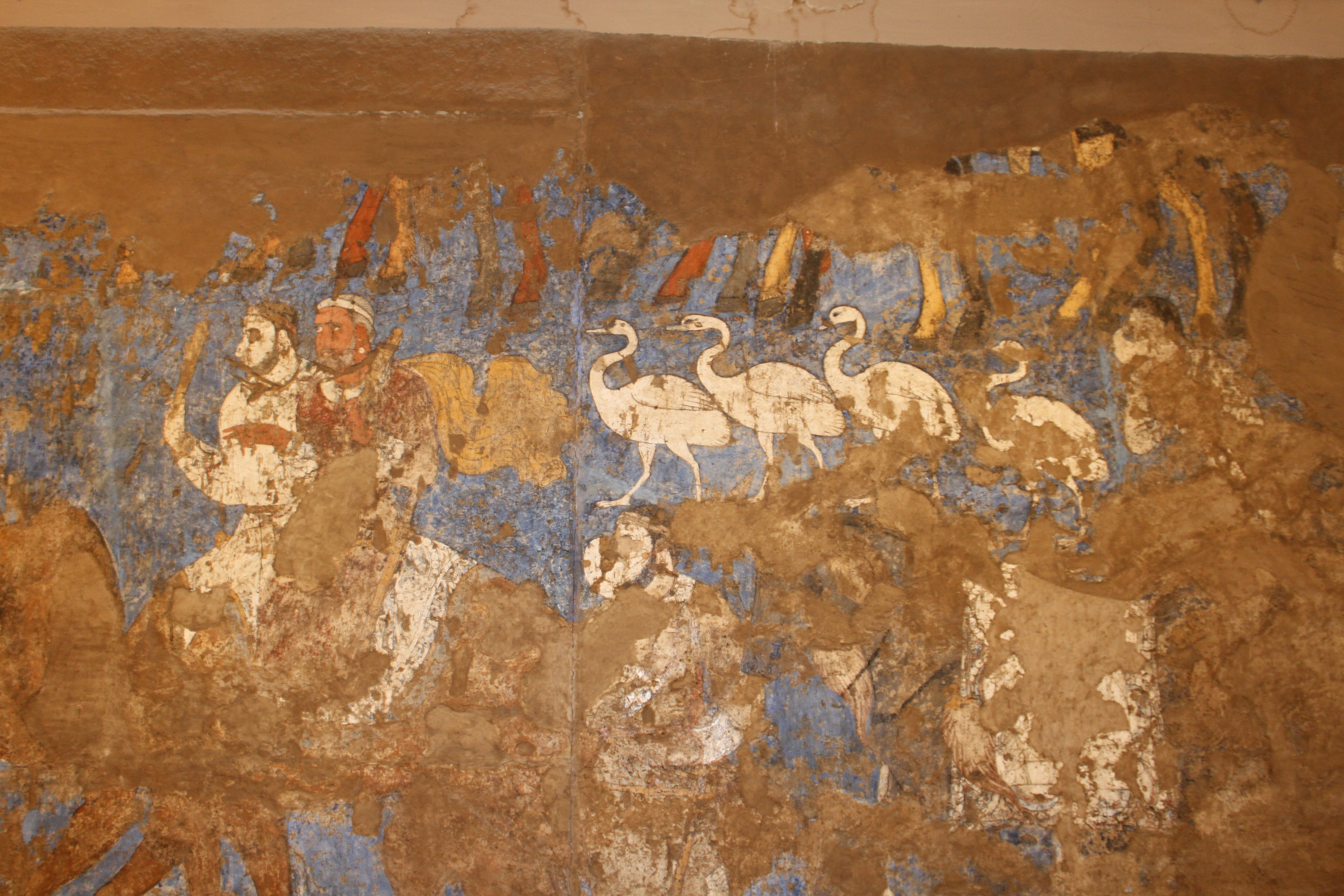
Стародавня фреска, знайдена в Афросіабі
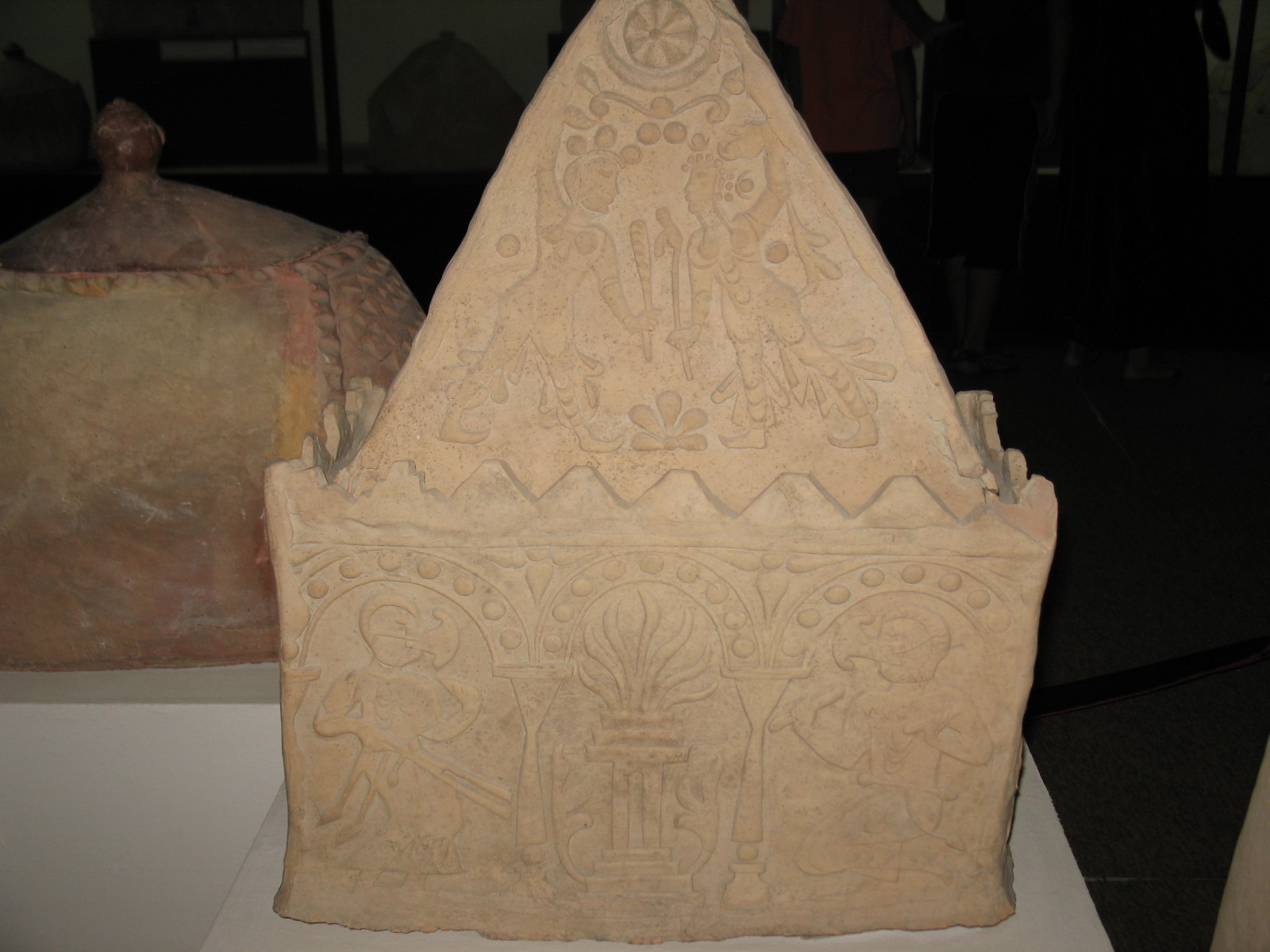
Согдійський осуарій
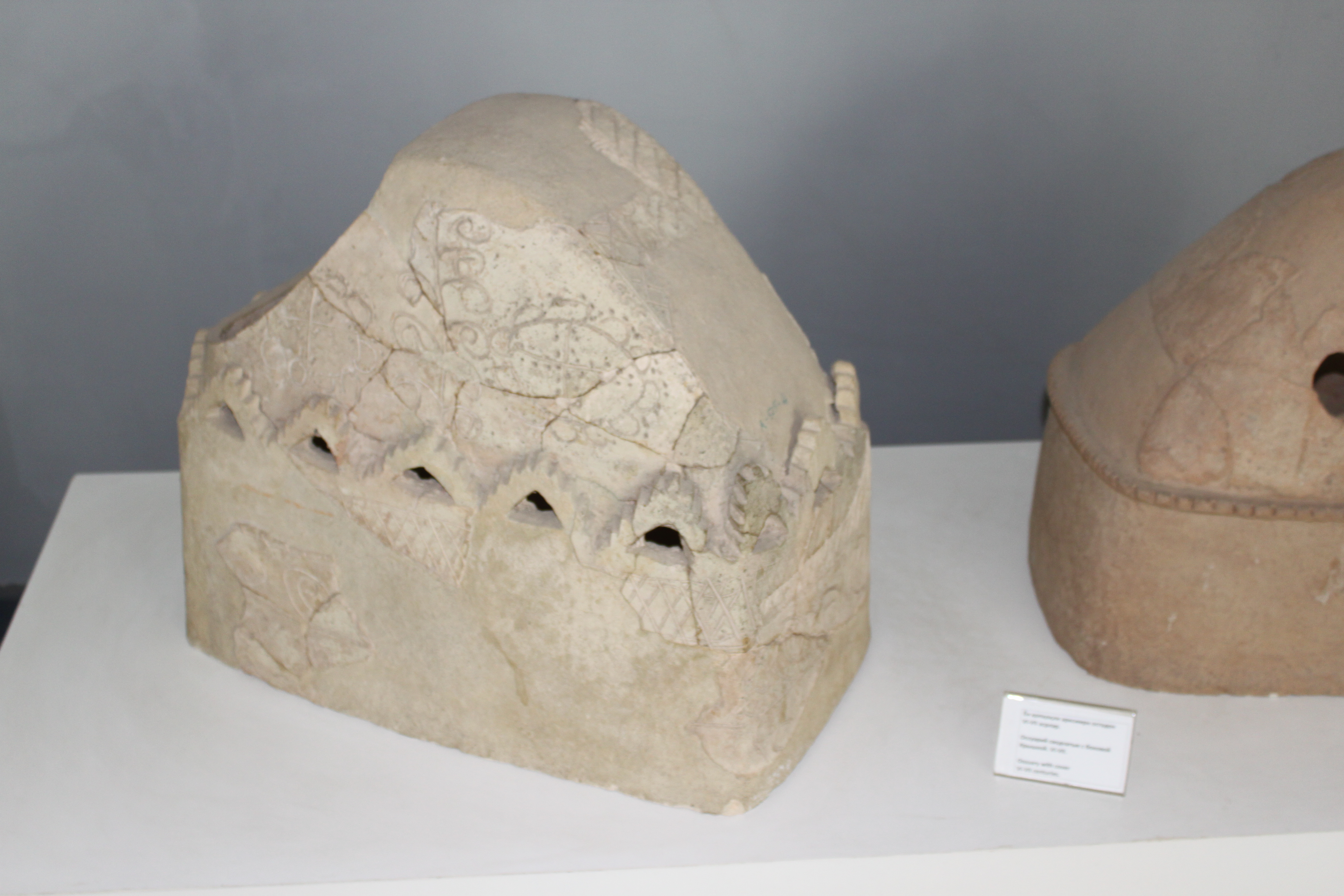
Согдійський осуарій
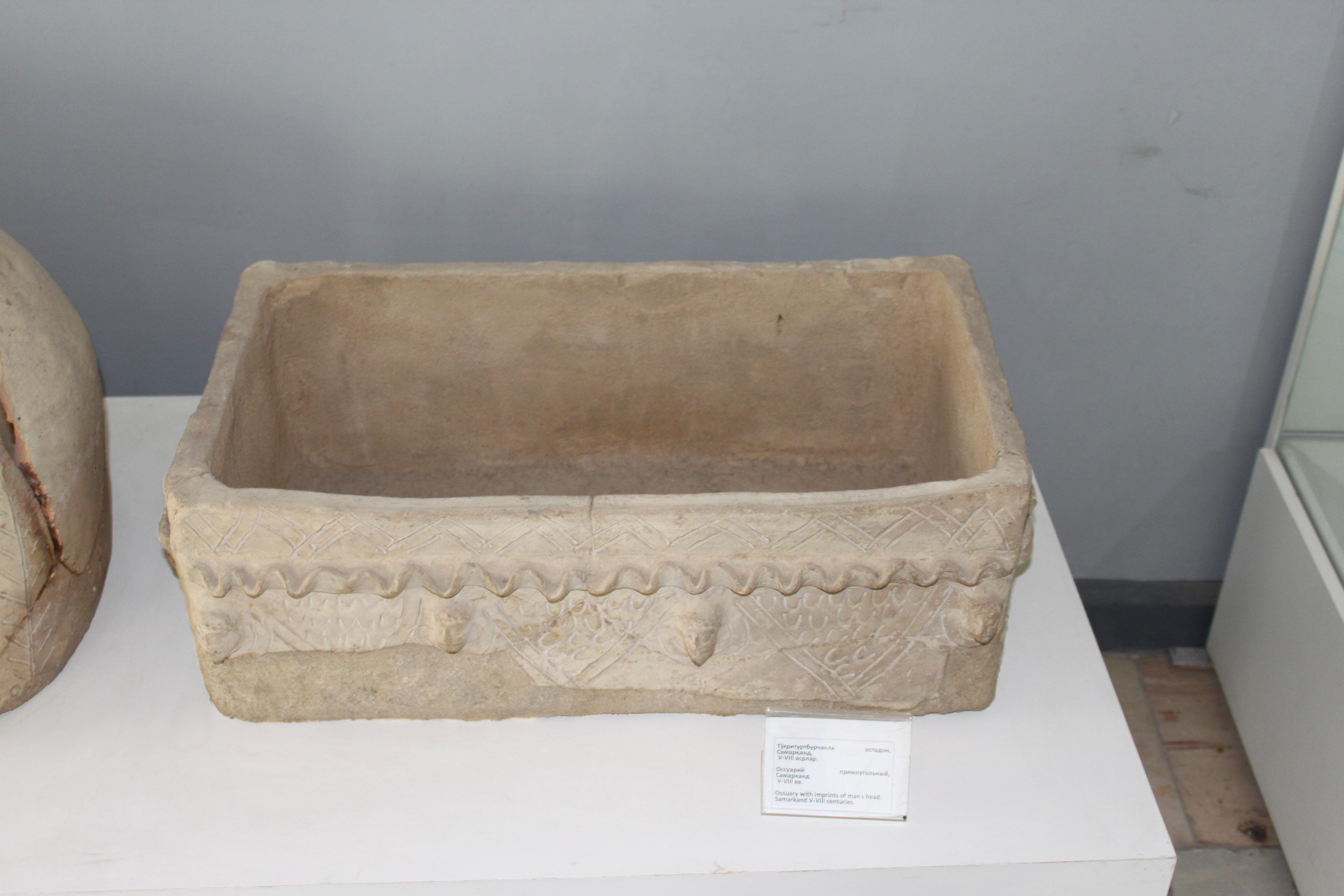
Осуарій
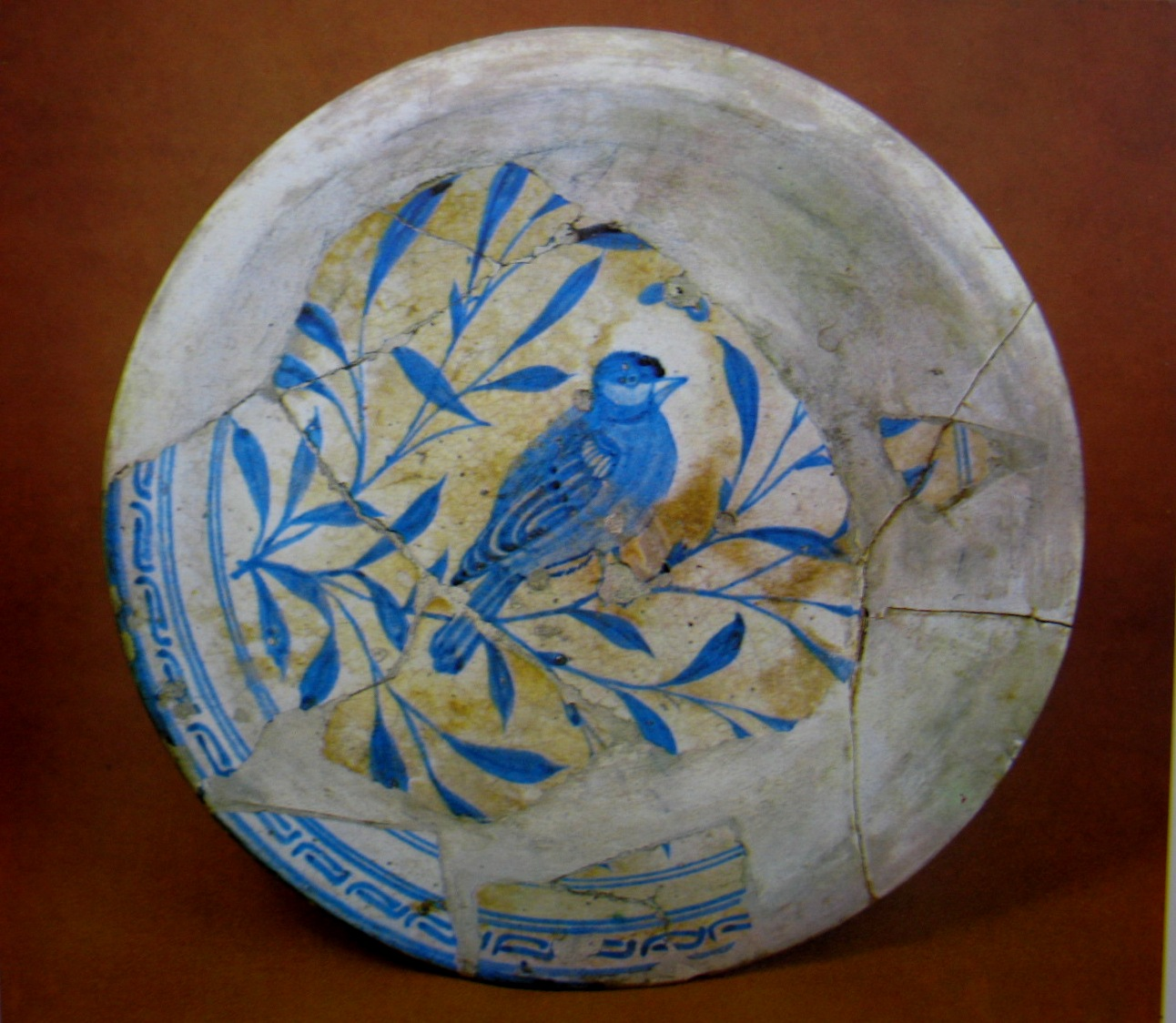
Тарілка епохи Тимуридів
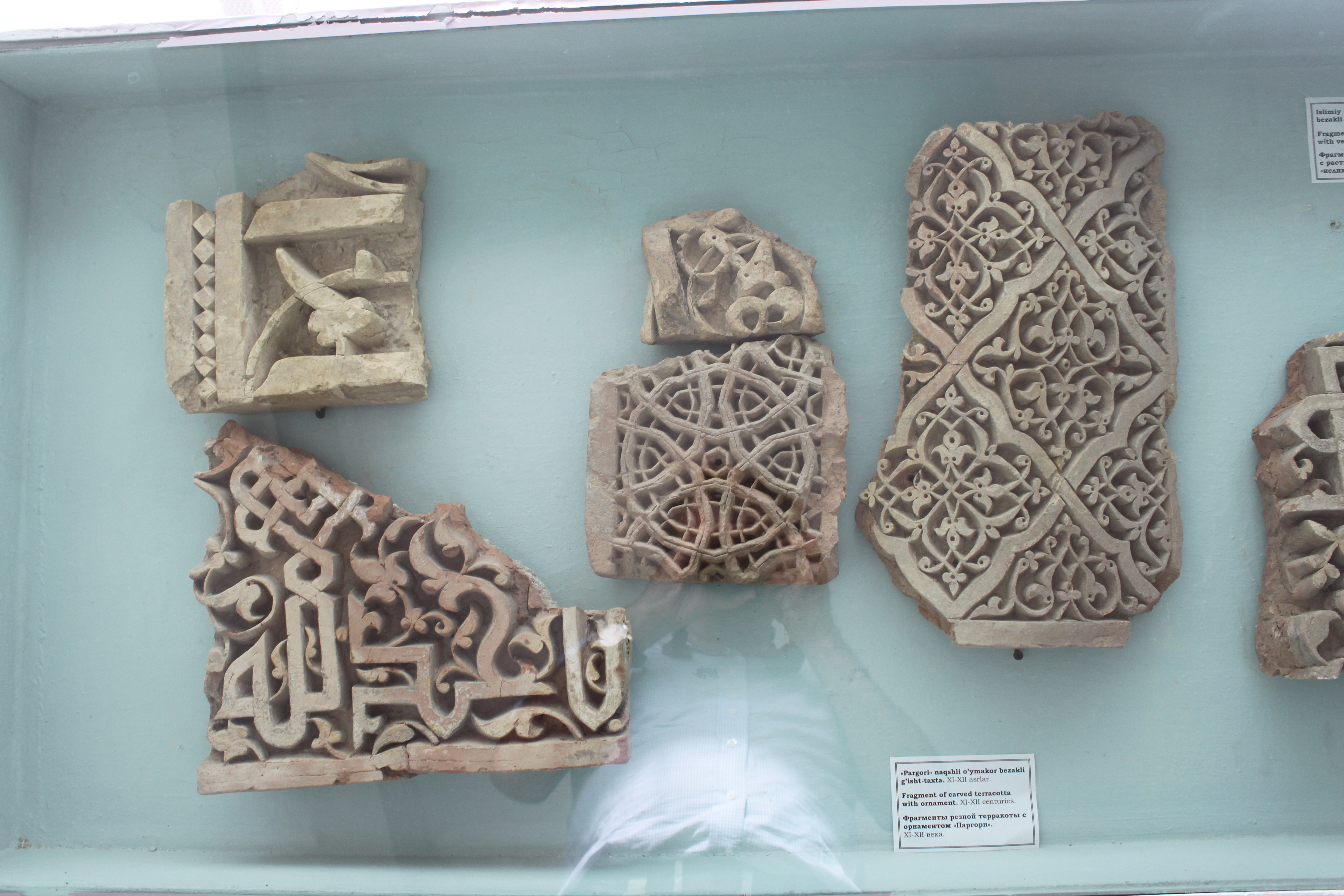
Середньовічна ліпнина з орнаментів